# Jarkwil
Jarkwil (auch: Charukuru, Charukuru Island, Charukuru-To, Jarkul) ist ein Motu des Arno-Atolls der pazifischen Inselrepublik Marshallinseln.

## Geographie
Jarkwil liegt im Norden des Arno-Atolls und bildet zusammen mit den benachbarten Enealtok, Ajmanol, Eneweto und weiteren Motu den Nordsaum des Atolls bis zur ersten Passage bei Jarkwil. Jarkwil ist aufgrund seiner Lage an der Passage breiter als die meisten anderen Motu und eine schmale Sandbank zieht sich über etwa 400 Meter zum Zentrum der Arno Grand Lagoon. Südlich der Passage zieht sich der Riffsaum weiter mit vier weiteren unbenannten Motu, die ähnlich wie Jarkwil verbreitert sind. Die nächste namhafte Insel im Süden ist Todo.